# Tutti i ragazzi si chiamano Patrick
Tutti i ragazzi si chiamano Patrick (Tous les garçons s'appellent Patrick) è un corto diretto da Jean-Luc Godard agli albori della sua carriera di regista, due anni prima del lungometraggio d'esordio Fino all'ultimo respiro.
Autore del soggetto e della sceneggiatura è Éric Rohmer, altro grande regista della Nouvelle Vague. Questo film è conosciuto anche con il titolo alternativo Charlotte et Véronique.

## Trama
Un giovane di bell'aspetto avvicina una dopo l'altra nei giardini del Luxemburg due studentesse, Charlotte e Véronique, che condividono un appartamentino a Parigi. Entrambe accettano di rivederlo nei giorni seguenti, e la sera a casa si raccontano con piacere l'esperienza e si stupiscono che entrambi i giovanotti incontrati si chiamino Patrick.
Il giorno successivo Charlotte e Véronique escono insieme e riconoscono con reciproco stupore Patrick che ha evidentemente abbordato con lo stesso metodo una terza ragazza nei dintorni del Luxembourg.

## Distribuzione
Distribuito nelle sale francesi il 6 maggio 1959 unitamente a Appuntamento con il delitto di Édouard Molinaro. In Italia è stato distribuito direttamente in televisione dalla Cineclassic.

## Critica
François Truffaut, che nel 1958 è ancora solamente un critico cinematografico, recensisce favorevolmente sulla rivista Cahiers du cinéma questo brillante cortometraggio girato in 16 mm. I simpatici personaggi delle due ragazze, Charlott e Véronique, ritornano nelle pellicole di altri autori della Nouvelle Vague, primo fra tutti Rohmer (nei corti Charlotte et son steak del 1951 in cui recita un giovanissimo – e irriconoscibile – Godard, e Veronique et son cancre del 1958, e persino in Incontri a Parigi del 1995). Ma anche Godard girerà nel 1959 Charlotte et son jules.
Godard ha già collaborato alle produzioni Braunberger come montatore e scrittore di soggetti e dialoghi: i due si sono conosciuti grazie al regista Yves Allégret, amico comune; è nel giro di amicizie di quest'ultimo che Godard incontra le due attrici che reciteranno nel corto, Nicole Berger (nuora di Braunberger) e la sua amica Anne Colette. Jean-Claude Brialy è invece già un membro attivo della banda di cinefili che gira intorno a Rohmer.
Le riprese durano tre giorni nel giugno 1957, e questa rapidità di lavoro diventerà una delle caratteristiche di Jean-Luc Godard. Il giovane regista stupisce l'operatore con le sue richieste di inquadrature decentrate. Il lavoro di montaggio ha luogo a Épinay, con l'assistenza di Cécile Decougis, che ricorda l'abilità e la velocità di Godard con le bobine, come se avesse già in mente il prodotto finito.
Il cortometraggio si caratterizza per la particolare vivacità dei dialoghi, spesso ambivalenti, e una descrizione impressionistica della bohème studentesca parigina.